# Dél-szudáni labdarúgó-szövetség
A dél-szudáni labdarúgó-szövetség (angolul: South Sudan Football Association (SSFA) Dél-Szudán nemzeti labdarúgó-szövetsége. 2011-ben alapították. 2012-től tagja a FIFA-nak és a CAF-nek.
A szövetség szervezi a dél-szudáni labdarúgó-bajnokságot és működteti a dél-szudáni labdarúgó-válogatottat.